# Ki-oon

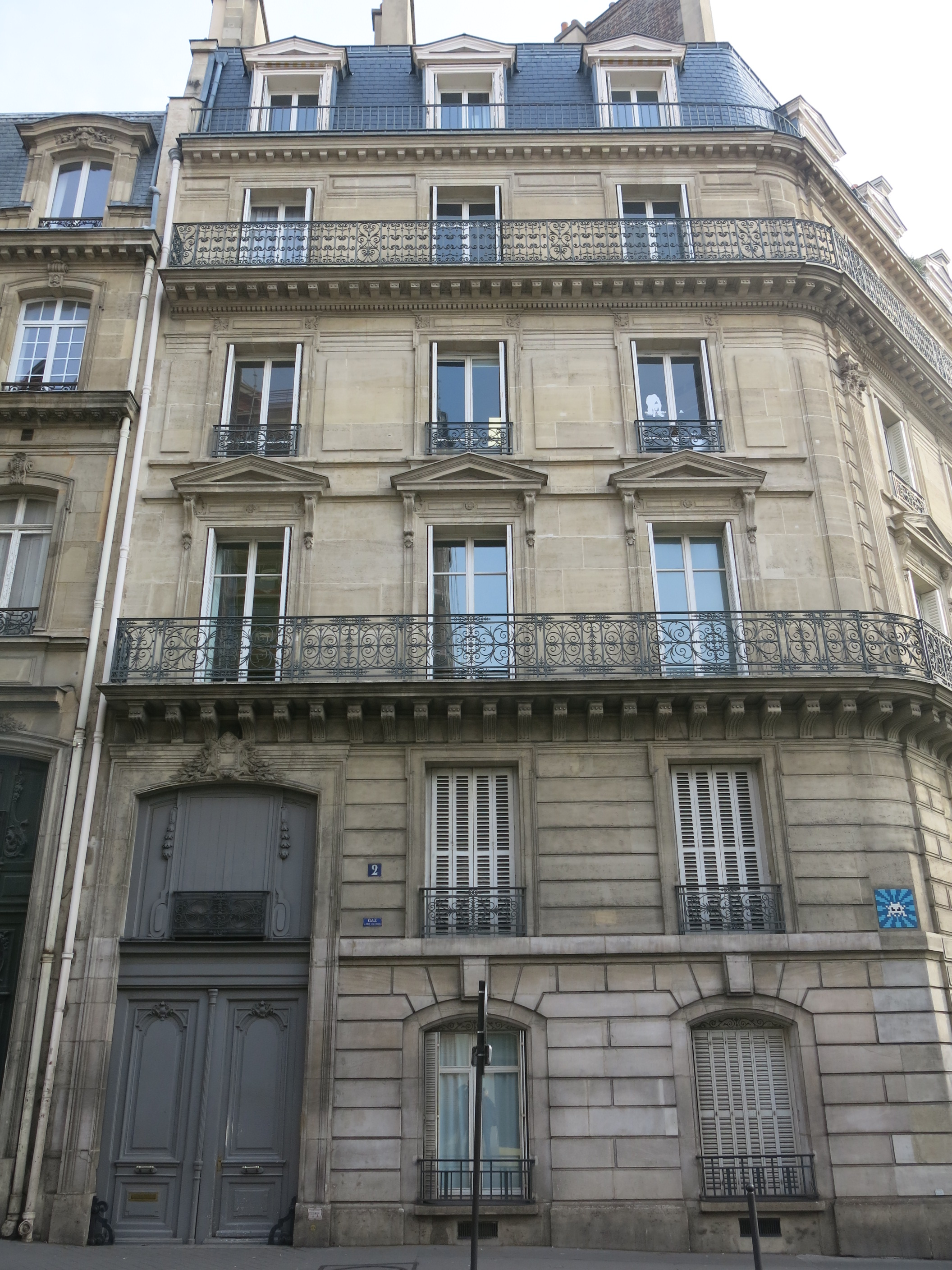
Siège social de Ki-oon

Ki-oon est une maison d'édition française spécialisée dans le manga fondée en octobre 2003.

## Historique
Ki-oon est fondée en octobre 2003 par Cécile Pournin et Ahmed Agne, qui se sont connus sur les bancs de la faculté, en étudiant le japonais. Le nom « Ki-oon » vient de l'onomatopée qui signifie « avoir le cœur gonflé d'émotion ».  
La maison d'édition est présente sur le marché depuis mars 2004 avec la sortie d'Element Line de Mamiya Takizaki, une autrice que les deux éditeurs découvrent lors d'une visite au Comiket. Duds Hunt de Tetsuya Tsutsui, un auteur que Ki-oon découvre via Internet, est publié la même année. De fait, les deux premiers mangas à entrer dans le catalogue de la maison ne sont pas des achats de licence, mais des titres développés directement avec les auteurs japonais,.  
L'achat de droit des premières œuvres de Tetsuya Tsutsui par Square Enix, permet à Ki-oon de tisser une première relation avec un éditeur japonais, facilitant le démarrage de l'activité. 
En 2008, le duo des fondateurs peut se verser un salaire et embaucher un premier employé. Avec un chiffre d'affaires en progression de 80 % en 2009, Ki-oon est en 2010 le plus important éditeur indépendant de manga en France.
En octobre 2012, Ki-oon lance la collection grand format « Latitudes ».
En 2014, Ki-oon change de logo pour son dixième anniversaire et crée un code-couleur spécifique à chacune de leur collection : seinen, shônen, shôjo et kids. Cette même année, l'éditeur lance le tremplin manga Ki-oon, un grand concours visant à dénicher les futurs mangakas français.
En mars 2017, Ki-oon inaugure sa collection « Kizuna », destinée au grand public, avec le manga Reine d'Égypte, qui retrace l'histoire de la reine-pharaon Hatchepsout.
En janvier 2018, Ki-oon lance « Ki-oon Mag », son magazine de prépublication annuel destiné à présenter ses créations originales, telles que Beyond The Clouds, Tsugumi Project ou plus récemment, L'Éden des sorcières.... La même année, elle lance la magnifique collection Les Chefs-d'œuvre de Lovecraft. Avec un trait sombre et réaliste, le talentueux Gou Tanabe met en images les pires cauchemars imaginés par H. P. Lovecraft, le maître du fantastique et de l’horreur.
Le 4 mars 2021, Ki-oon lance la collection « Toon » en publiant le premier tome de Bâtard.

## Catalogue
|  | Manga / Manhua / Manhwa dont la commercialisation a été arrêtée. |

Dernière mise à jour : avril 2025.

### Numérique
La maison d'édition propose ses titres en numérique sur plusieurs plateformes légales, telles qu'Izneo pour de l'achat à l'acte ou à l'abonnement sur Mangas.io.

## Identité visuelle

Logo de Ki-oon jusqu'en 2013.
Logo de Ki-oon depuis 2013.